# Gerichtsbezirk Montona
Der Gerichtsbezirk Montona (italienisch: distretto giudiziario Montona; slowenisch: občina židovska Motovun, kroatisch: kotarsko satničtvo Motovun) war ein dem Bezirksgericht Montona unterstehender Gerichtsbezirk in der Markgrafschaft Istrien.
Der Gerichtsbezirk umfasste Gebiete im nördlichen Istrien bzw. im heutigen Kroatien. Nach dem Ersten Weltkrieg musste Österreich den gesamten Gerichtsbezirk an Italien abtreten, nach dem Zweiten Weltkrieg gelangte das Gebiet an Jugoslawien und ist heute Teil der Gespanschaft Istrien in Kroatien.

## Geschichte
Um 1850 wurde in Istrien so wie im gesamten Kaisertum Österreich die ursprüngliche Patrimonialgerichtsbarkeit aufgelöst. In der Folge wurde unter anderen der Gerichtsbezirk Montona geschaffen. Der Gerichtsbezirk unterstand dem für die gesamte Grafschaft zuständigen Landesgericht Rovigno, das wiederum dem Oberlandesgericht Triest, das am 1. Mai 1850 seine Tätigkeit aufnahm, unterstellt war.
Auch nachdem Istrien bzw. Triest sowie Görz und Gradisca vom ursprünglichen Kronland Küstenland ihre Selbständigkeit als Kronland erlangten, blieb das Oberlandesgericht Triest die oberste Instanz für den Gerichtsbezirk Montona.
Der Gerichtsbezirk Montona bildete im Zuge der Trennung der politischen von der judikativen Verwaltung
ab 1868 gemeinsam mit den Gerichtsbezirken Buje und Parenzo (Poreč) den Bezirk Parenzo.
Der Gerichtsbezirk Montona wies 1869 eine Bevölkerung von 15.068 Personen auf.
Bis 1910 wuchs die Einwohnerzahl auf 21.608 an, davon hatten 11.004 Personen Italienisch (50,9 %) als Umgangssprache angegeben, 8.603 sprachen Kroatisch (39,8 %), 1.839 Slowenisch (8,5 %) und 21 Deutsch (0,1 %). Der Bezirk umfasste zuletzt eine Fläche von 310,19 km² bzw. vier Gemeinden.
Durch die Grenzbestimmungen des am 10. September 1919 abgeschlossenen Vertrages von Saint-Germain wurde der Gerichtsbezirk Montona zur Gänze Italien zugeschlagen. Nach dem Zweiten Weltkrieg gelangte das Gebiet des ehemaligen Gerichtsbezirks an Jugoslawien und ist seit 1991 Teil der Republik Kroatien.
| Jahr | Ein- wohner | Deutsch- sprachige | Italienisch- sprachige | Slowenisch- sprachige | Kroatisch- sprachige |
| ---- | ----------- | ------------------ | ---------------------- | --------------------- | -------------------- |
| 1869 | 15.068      |                    |                        |                       |                      |
| 1880 | 16.474      | 14                 | 10.481                 | 1.237                 | 4.674                |
| 1890 | 18.182      | 4                  | 10.385                 | 888                   | 6.703                |
| 1910 | 21.608      | 21                 | 11.004                 | 1.839                 | 8.603                |

## Gerichtssprengel
Der Gerichtsbezirk Montona umfasste Ende Februar 1918 die vier Gemeinden Montona (Motovun), Portole (Oprtalj), Visignano (Višnjan) und Visinada (Vižnada).